# Киндяковский камень
Киндяковский камень (он же Шутов камень, так его часто называют по месту расположения в Шутовом лесу) — один из так называемых сильных или священных камней Московской области, сохранившихся практически неизменными и служащих местом паломничества и ритуального поклонения, в том числе, и в наши дни. Расположен у «слияния трёх вод» (реки Кимерши, реки Золотухи и ручья) около деревни Киндяково Дмитровского района Московской области России.

## Описание

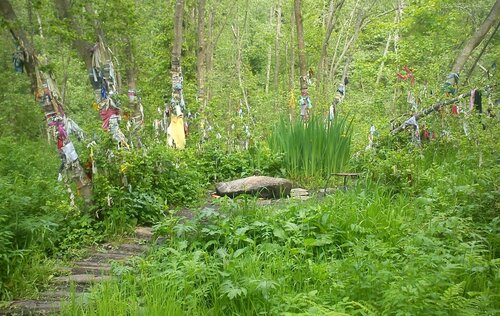
Киндяковский камень летом 2017 года

Киндяковский камень является мегалитом. По внешнему виду его определяют как серый кварцит. Приблизительные размеры камня: 0,6 на 1,3 метра. Происхождение камня, скорее всего, ледниковое. Есть предположения, что поверхность камня могла быть обработана человеком (выровнена и отшлифована).
Жители окрестных деревень и сёл (Киндяково, Турбичево, Глухово, Синьково и т. д.) сообщают, что традиция почитания камня сохранялась вплоть до второй половины XX века. Новая волна интереса к камню приходится на 90-е годы XX века. За эти годы камень оброс многочисленными легендами, большинство из которых довольно противоречиво. Тем не менее, все они сходятся на том, что камень связан со здоровьем.
Согласно Ю. М. Золотову, Киндяковский камень «имел славу целителя от всяких болезней, но более всего — от детских. Сюда несли тяжелобольных детей и проделывали следующее. Набирали из ручья ковшиком воду и „скатывали“, то есть обливали ею Камень, собирая стекавшую воду в особую посудинку. Этой водой, считавшейся целительной, чудодейственной, обмывали больное дитя, надевая после этого на него новое бельё, а старое обычно развешивали на растущих вокруг деревьях. Народная молва утверждала, что результаты такой процедуры могут быть двоякого рода (что вообще характерно для памятников такого типа): „Если ребёнку суждено жить, то он сразу после омовения пойдёт на поправку, а коль суждено умереть — быстро зачахнет“».
В настоящее время камень является предметом регулярных посещений. Посетители набирают воду для «скатывания» из родника, расположенного под возвышением, на котором лежит камень, а также оставляют ленты или детали одежды на деревьях вокруг камня, поскольку в народе считается, что «как тлеет ткань, так истлевает и болезнь». Камню оставляют подношения в виде монет, продуктов питания или дорогих людям предметов.

## Упоминания
Легенда о Киндяковском камне сходна с легендами о многих сильных камнях — в ней прослеживается мотив «плавания святого камня». Согласно преданиям, в день летнего солнцестояния Киндяковский камень приплыл против течения реки Кимерши и остался на месте, которое он сейчас занимает.
Упоминание Киндяковского камня приписывают российскому историку В. Н. Татищеву с отсылкой к Иоакимовской летописи («Однажды по реке Кимерше приплыл к людям камень. Он приплыл против течения и стал почитаться у народа как священный. Вокруг него стали устраиваться ритуалы. Со временем он прославился как исцеляющий и дарующий силы») и немецкому ученому и путешественнику Адаму Олеарию, но ряд исследователей относит эту информацию к неверным трактовкам записей данных авторов и современному мифотворчеству вокруг камня.